# Joana Ramos
Joana Isabel Ventura Ramos (Coïmbra, 16 de gener de 1982) és una esportista portuguesa que va competir en judo, guanyadora d'una medalla de plata al Campionat Europeu de Judo de 2011, en la categoria de –52 kg.

## Palmarès internacional
| Campionat Europeu | Campionat Europeu   | Campionat Europeu | Campionat Europeu |
| Any               | Lloc                | Medalla           | Categoria         |
| ----------------- | ------------------- | ----------------- | ----------------- |
| 2011              | Istanbul ( Turquia) | 2                 | –52 kg            |